# Björn Lavander
Björn Lavander, född 19 november 1977 i Piteå, är en tidigare svensk ishockeyspelare (center) som är fostrad i Piteå Hockey (Piteå HC). Han tillhörde under några säsonger den fruktade "77-Kedjan" tillsammans med Daniel Olofsson (Piteå HC) och Magnus Berglund (slutat), som öste in poäng under Piteås glansdagar i hockeyallsvenskan.
Efter en sejour i Björklöven har han flyttat hem till sin moderklubb Piteå Hockey. 
Lavander fick stora skadebekymmer i och med en ryggskada som han drogs med i nästan två år, men med hjälp av Jonas Rönnquist och hans kontakter med läkare i Schweiz opererades den komplicerade skadan. Efter operationen gjorde Lavander comeback i allsvenskan och skrev på för Björklöven. 
Lavander Piteå Hockey fostrat, tillsammans med Mikael Renberg (Skellefteå), Mattias Öhlund (Vancouver Canucks), Thomas Holmström (Detroit Redwings), med flera.
Han är bror till Mats Lavander, som spelar i Björklöven, väger 94 kilo, och är 190 centimeter lång.